# Nanuet
Nanuet är en så kallad census-designated place i kommunen Clarkstown i Rockland County i delstaten New York. Vid 2020 års folkräkning hade Nanuet 18 886 invånare.